# Comté de Henderson (Kentucky)
Pour les articles homonymes, voir Comté de Henderson.
Le comté de Henderson est un comté de l'État du Kentucky, aux États-Unis, fondé en 1799. Son siège est situé à Henderson.